# Ludger Reddemann
Ludger Reddemann (* 22. Juli 1938 in Coesfeld) ist ein deutscher Politiker (CDU).

## Leben und Beruf
Nach dem Volksschulabschluss in Coesfeld absolvierte Reddemann eine landwirtschaftliche Ausbildung und besuchte die Katholische Landvolkhochschule St. Ulrich sowie die Badische Bauernschule in Tiengen (Hochrhein). Anschließend ging er auf eine Fachschule, an der er 1963 die Meisterprüfung bestand. Später arbeitete er als selbständiger Landwirtschaftsmeister. Von 1983 bis 1991 fungierte er als Präsident des Badischen Landwirtschaftlichen Hauptverbandes.
Am 8. Mai 2010 wurde Reddemann von Ministerpräsident Stefan Mappus mit dem Verdienstorden des Landes Baden-Württemberg ausgezeichnet.

## Partei
Reddemann trat in die CDU ein und wurde später zum stellvertretenden Vorsitzenden des christdemokratischen Kreisverbandes Breisgau-Hochschwarzwald gewählt.

## Abgeordneter
Reddemann war von 1971 bis 1989 Kreistagsmitglied des Kreises Breisgau-Hochschwarzwald. Dem baden-württembergischen Landtag gehörte er von 1980 bis 2001 an. Er zog stets über ein Direktmandat im Wahlkreis Freiburg I in den Landtag ein. Hier war er Vorsitzender des Ausschusses für Ländlichen Raum und Landwirtschaft.

## Öffentliche Ämter
Reddemann amtierte von 1991 bis 1996 als Politischer Staatssekretär im Ministerium für Ländlichen Raum,
Ernährung, Landwirtschaft und Forsten des Landes Baden-Württemberg.